# Male Rebrce
Male Rebrce – wieś w Słowenii, w gminie Ivančna Gorica. W 2018 roku liczyła 25 mieszkańców.